# Piet Zwiers
Pieter (Piet) Roelof Zwiers (Meppel, 1 augustus 1907 - aldaar, 23 juni 1965) was een Nederlands kunstschilder.

Hij woonde en werkte het grootste deel van zijn leven in de Kop van Overijssel. Zo woonde hij een aantal jaren in Steenwijk en later in Giethoorn. Deze laatste plaats had zijn grote voorliefde wat betreft te schilderen onderwerpen. Talloze malen heeft hij de bruggetjes en punters vereeuwigd. Hij zou de geschiedenis ingaan als "de schilder van Giethoorn". Daarnaast heeft hij een aantal werken gemaakt die geïnspireerd zijn door zijn reizen naar de westkust van Frankrijk. Ook schilderde hij wel stillevens en bloemstukken. 
Zwiers begon zijn carrière als naturalist en impressionist om vervolgens expressionist te worden en tot slot ging hij over tot het abstracte.
Nog in Meppel wonende had hij regelmatig contact met onder andere mede-kunstschilders Henk Broer, Stien Eelsingh, Klaas Smink en Albert Torie. Zijn levenspartner was Geesje Mol. Met de schilderes Eelsingh heeft hij in de jaren vijftig van de twintigste eeuw jarenlang een schildersschool gerund in het Hopmanshuis in Zwolle.
In 1947 mocht hij, samen met enkele andere kunstschilders, op de thee komen bij koningin Wilhelmina, waarbij hun werken werden besproken. 
In Meppel is, in de wijk Koedijkslanden, een weg naar hem genoemd: de Piet Zwierslaan. De werken van Piet Zwiers inspireerden cineast Bert Haanstra tot het maken van de film Fanfare (1958), welke opgenomen is in Giethoorn. 
Het Stedelijk Museum Zwolle presenteerde in 2007 (van 9 mei tot en met 1 juli) een overzichtstentoonstelling van zijn werk.

## Kleine selectie uit zijnoeuvre
Aquarel: 
- Knotwilgen
- Weiland bij Giethoorn
- Hofje met boot en visnet
- Frans dorpje met paard en wagen op een marktplaats

Olieverf op doek:
- Bruggetje te Giethoorn
- Belterwieden met palingfuiken
- Bloeiende tulpen
- Begrafenisstoet in Giethoorn
- Boerderij met bloeiende fruitbomen.